# فرانک الیور
فرانسیس «فرانک» اُلیور (انگلیسی: Francis "Frank" Oliver؛ ‏ ۱ سپتامبر ۱۸۵۳ – ۳۱ مارس ۱۹۳۳) وزیر فدرال، سیاستمدار و روزنامه‌نگار کانادایی از قلمروهای شمال غرب (و بعدها از آلبرتا) بود.
به عنوان وزیر کشور، او مسئول اجرای سیاست‌های تبعیض آمیز دولت کانادا بود که حق مالکیت زمین‌های اقوام اولیه کانادا و مهاجرت سیاه‌پوستان را هدف قرار می‌داد.